# Rock de luxe
Rock de luxe je druhé studiové album české rockové skupiny Katapult, které vyšlo v roce 1986 u vydavatelství Supraphon.
Po vydání studiového alba 2006 se Katapult potýkal se zákazem vydávání nahrávek a všeobecným zákazem koncertování a objevování se v médiích nařízeným od samotného Ministerstva kultury ČSSR. Skupina nadále koncertovala, ovšem v některých městech např. v Praze měla zákaz vystupování. Pětiletý zákaz vydávání nahrávek skupina přežívá, pirátské nahrávky se distribuují mezi fanoušky na magnetofonových páskách, Katapult své písně šíří díky koncertům. Několik písní skupina nahrála také ve studiu, které vyšly o několik let později, např. píseň "Snad je ti něčeho líto" vyšla na albu Chodníkový blues až v roce 1995.
Návrat Katapultu do nahrávacích studií proběhl v roce 1985, kdy skupina po dlouhé době nahrává singl s obnovenou spoluprací s textařem Ladislavem Vostárkem. Singl "Motorka"/"Signál "Odjezd" vydalo vydavatelství Panton, načež se po vydání ohlásil domovský label Supraphon, který měl o připravovanou studiovou desku velký zájem. Desku skupina dokončila v roce 1986 a ještě téhož roku ji vydala. Pilotní singl "Někdy příště" se stal velkým hitem a skupina se s ním objevila také v televizi. K původní LP verzi alba vycházel také singl "Ty jsi teda povaha"/"Žil jsem jako boxer". Na CD reedici vyšlo také několik písní, které vyšly původně samostatně jako singly.

## Seznam skladeb

### Původní verze
| Pořadí | Název                         | Autor           | Délka |
| ------ | ----------------------------- | --------------- | ----- |
| 1.     | Kdybys měla                   | (Říha/Půta)     | 4:10  |
| 2.     | Starý desky hrajou dál        | (Říha/Půta)     | 4:10  |
| 3.     | Věřím ti jak blázen           | (Říha/Půta)     | 3:59  |
| 4.     | Na to zapomeň                 | (Říha/Půta)     | 3:41  |
| 5.     | Znám podobu tvou pravou       | (Říha/Půta)     | 4:54  |
| 6.     | Doktor Hypochon               | (Říha/Půta)     | 4:10  |
| 7.     | Nech to projít hlavou         | (Říha/Půta)     | 5:12  |
| 8.     | Někdy příště                  | (Říha/Půta)     | 4:28  |
| 9.     | Neplač lásko (Nie Płacz Ewka) | (Zbigniew/Říha) | 5:41  |

### Bonus singl k původní LP verzi
| Pořadí | Název               | Autor       | Délka |
| ------ | ------------------- | ----------- | ----- |
| 1.     | Ty jsi tedy povaha  | (Říha/Půta) | 3:20  |
| 2.     | Žil jsem jako boxer | (Říha/Půta) | 3:31  |

### CD reedice
| Pořadí | Název                         | Autor           | Délka |
| ------ | ----------------------------- | --------------- | ----- |
| 1.     | Kdybys měla                   | (Říha/Půta)     | 4:10  |
| 2.     | Starý desky hrajou dál        | (Říha/Půta)     | 4:10  |
| 3.     | Věřím ti jak blázen           | (Říha/Půta)     | 3:59  |
| 4.     | Na to zapomeň                 | (Říha/Půta)     | 3:41  |
| 5.     | Znám podobu tvou pravou       | (Říha/Půta)     | 4:54  |
| 6.     | Doktor Hypochon               | (Říha/Půta)     | 4:10  |
| 7.     | Nech to projít hlavou         | (Říha/Půta)     | 5:12  |
| 8.     | Někdy příště                  | (Říha/Půta)     | 4:28  |
| 9.     | Neplač lásko (Nie Płacz Ewka) | (Zbigniew/Říha) | 5:41  |
| 10.    | Motorka                       | (Říha/Vostárek) | 5:10  |
| 11.    | Signál "Odjezd"               | (Říha/Vostárek) | 3:43  |
| 12.    | Každý kluk                    | (Říha/Říha)     | 3:10  |
| 13.    | Máš na boku chmýří            | (Říha/Vrba)     | 4:40  |
| 14.    | Rovnováha                     | (Říha/Vrba)     | 3:38  |

## Sestava

### Katapult
- Oldřich Říha - kytara, zpěv
- Jiří Šindelář - baskytara, zpěv
- Jaroslav Kadlec - bicí

Texty
- Pavel Půta - (1-9), (1-2)
- Pavel Vrba - (12-14)
- Ladislav Vostárek - (10-11)